# Rocío García Martínez
Rocío del Alba García Martínez (Villa del Prado, 29 de agosto de 1997) es una ciclista española. Comenzó a destacar en 2014 logrando varios triunfos en categoría juvenil obteniendo el Campeonato de España de Ciclismo de Montaña Juvenil, el 2º puesto en la Copa de España Juvenil y el 3º en el Campeonato de España en Ruta Juvenil. Esos resultados no pasaron desapercibidos para la estructura de la Sociedad Deportiva Ugeraga y la ficharon para el Sopela, filial del Lointek (el mejor equipo femenino de España) que la incoproró a su equipo superior un año después.

## Biografía

### Del anonimato a estrella nacional
Debido a sus buenos resultados en categoría juvenil fue seleccionada para disputar el Campeonato Mundial Juvenil en Ruta 2014 donde fue 44ª.
A pesar de su corta edad a primeros del 2015 sorprendió en el Campeonato de España de Ciclocrós en la que aunque su categoría saliese 1 minuto después de las "élite y sub-23" (sin limitación de edad) llegó a meta 4ª global a solo 2 min 20 s de la ganadora Rocío Gamonal. Esa actuación no pasó desapercibida para el seleccionador nacional y la seleccionó para el Campeonato del Mundo de Ciclocrós 2015 en la que debido a que no había categoría inferiores para corredoras femeninas corrió con las "élites". Sin puntos UCI tuvo que salir en la última línea pero pronto se situó entre las 15 primeras (la mejor posición de una ciclista española en estos campeonatos es la 17.ª); sin embargo, finalmente debido a problemas mecánicos en la última vuelta retrocedió hasta la 22.ª. Los medios especializados locales se hicieron eco de este destacado hecho debido a sus circunstancias (en edad juvenil, última de la parrilla y sin experiencia en competiciones internacionales).
Su progresión también llamó la atención para el seleccionador de España de ciclismo en ruta y fue seleccionada para participar en la Emakumeen Euskal Bira 2015 con solo 17 años. La más veterana de dicha selección fue Leire Olaberria (38 años) más del doble en edad que Rocío. Si bien es cierto que las corredoras españolas destacadas disputaron dicha prueba con sus equipos comerciales profesionales por ello la selección estuvo compuesta en su mayoría por corredoras amateurs (excepto Anna Sanchís ya que su equipo no fue invitado). Su actuación fue muy similar a su primera carrera internacional de ciclocrós ya que en esta, su primera carrera internacional en ruta, fue 25ª a solo 8 segundos del maillot blanco de las jóvenes menores de 21 años. Además fue la tercera mejor española de la clasificación por detrás de Anna Sanchís (Selección de España) (13.ª) y Cristina Martínez (Lointek) (23ª) con la que tuvo un disputado duelo por el maillot de las jóvenes hasta la última jornada.
Su debut profesional lo hizo con 18 años en el Lointek y a pesar de una discreta temporada logró hacerse con el tercer puesto en el Campeonato de España en Ruta sub-23. Además fue seleccionada para disputar el Giro de Italia Femenino siendo la tercera más joven de esa edición.

### Reorientación de sus objetivos
Debido a su temporada irregular llena de altas exigencias estuvo a punto de retirarse temporalmente como también lo hicieron otras ciclistas españoles prometedoras como María Calderón y Salomé Mazuela. Sin embargo, contactó con Carlos Coloma para integrarse en su estructura de ciclismo de montaña en busca de otros retos y exigencias diferentes.

## Palmarés
- 2015 Campeona de España junior en las tres disciplinas: ciclocrós, mountain bike y carretera.
- 2017 Campeonato de España de Ciclismo de Montaña Sub-23.
- 2018 Medalla de bronce en el Campeonato de Europa XCO categoría sub-23.
- 2018 Campeona de España XCO sub-23.
- 2019 Campeona de España XCO sub-23
- 2020 Campeona de España de XCO Elite.
- 2021 Campeona de España de XCO Elite.
- 2022 Campeona de España de XCO Elite.

## Resultados en Grandes Vueltas y Campeonatos del Mundo
Durante su carrera deportiva ha conseguido los siguientes puestos en las Grandes Vueltas femeninas, en los Campeonatos del Mundo en carretera y ciclocrós:
| Carrera              | 2015 | 2016 |
| -------------------- | ---- | ---- |
| Giro de Italia       | -    | 59.ª |
| Tour de l'Aude       | X    | X    |
| Grande Boucle        | X    | X    |
| Mundial en Ruta      | -    | -    |
| Mundial de Ciclocrós | 22.ª | -    |

-: no participa

X: ediciones no celebradas

## Equipos
- Lointek (2016)
- Primaflor Mondraker Rotor (2017 y 2018)
- BH Templo Cafés (2019-actualidad)